# De la causa, principio et uno
De la causa, principio et Uno è la seconda opera in lingua italiana che Giordano Bruno dà alle stampe a Londra nel 1584. Articolata in cinque dialoghi, egli dedica anche questa all'ambasciatore di Francia presso il quale era ospite, Michel de Castelnau. Proseguendo l'esposizione iniziata con La cena de le ceneri, il filosofo, sostenendovi l'unità di causa universale e principio universale, elabora una concezione animistica della materia, una materia eterna, infinita, viva.

## Generalità
Dei cinque dialoghi che compongono il testo, il primo, che ha come protagonisti Elitropio, Filoteo e Armesso, fu probabilmente aggiunto agli altri in secondo momento, dopo la pubblicazione de La cena de le ceneri (esplicitamente citata): negli altri i protagonisti sono Dicsono, Teofilo, Gervasio e Polihimnio. Precedono i dialoghi quattro brevi poemetti: A i principi dell'universo, Al proprio spirto, Al tempo, tutti e tre in latino, e infine De l'amore, in italiano. Teofilo e Filoteo dànno voce all'autore; Polihimnio è un accademico pedante, seguace dell'aristotelismo; Gervasio un personaggio che Bruno mette in scena per provocare Polihimnio; Elitropio, Armesso e Dicsono gentiluomini di corte.

## Il testo
(Teofilo: dialogo V)
Nel primo dialogo Bruno si difende dalle critiche mosse al suo La cena de le ceneri dagli accademici di Oxford, presso la cui università egli aveva tenuto un corso di lezioni sulla teoria copernicana. Il filosofo era stato accusato di aver offeso l'intera città, se non tutto il regno. Bruno fa notare che con l'aver criticato alcuni accademici, non voleva per questo affatto intendere condannare tutto e tutti.
Nel secondo e terzo dialogo l'autore introduce i termini "causa" e "principio". Il quarto dialogo è dedicato al rapporto che sussiste fra causa e principio, che egli intende come forma e materia. Nell'ultimo Bruno conclude ribadendo l'identità di causa e principio, di forma e materia nell'Uno. Bruno lascia da parte l'aspetto teologico della conoscenza di Dio, del quale, come causa e principio della natura, nulla si può conoscere perché Egli «ascende sopra la natura» e si può pertanto aspirare a Dio solo per «lume soprannaturale», ossia solo per fede. Ciò che interessa a Bruno è invece la filosofia della natura e la sua contemplazione, la conoscenza della realtà naturale nella quale, come già aveva scritto nel De umbris, possiamo soltanto cogliere le ombre, il divino «per modo di vestigio».

### Dialogo primo
Armesso e Elitropio chiedono a Filoteo di conoscere la sua opinione riguardo al clamore suscitato a Londra dalla pubblicazione della Cena de le ceneri, in conseguenza della quale l'autore era stato accusato di essere un «cane rabbioso et infuriato», un pappagallo o una scimmia per aver adoperato toni seri ma anche comici, mescolato intenti nobili con argomenti ignobili. Filoteo risponde che quanto alla prima accusa può anche esser vero, infatti egli ama la quiete e pertanto preferisce «parer cane che morde» pur di essere lasciato in pace, affinché altri «non vegnano ad esercitar la loro inciviltà sopra di me». Armesso obietta che però così facendo, egli ha offeso l'intera città. Filoteo nega assolutamente che questo fosse il suo intento: le sue parole sono state strumentalizzate da quelli che si sono sentiti offesi per non esser stati in grado di dimostrare le proprie ragioni.

### Dialogo secondo
Come chi osserva una statua non può vedere lo scultore, così chi si dedica alla conoscenza dell'universo non potrà mai giungere a una conoscenza piena  della «divina sustanza» di cui l'universo è effetto, ma soltanto avvicinarsi a questa «per modo di vestigio», in quanto fra l'universo e Dio non c'è «proporzional comparazione». La sostanza divina, Dio, può da un lato essere definito come «prima causa», in quanto distinto dell'effetto; dall'altro come «primo principio» perché ogni cosa è dopo di Lui. I termini non sono equivalenti, spiega Teofilo, perché non ogni cosa che è principio è anche causa. Si può immaginare la causa come qualcosa che agisce esteriormente, mentre il principio è qualcosa che permane nell'effetto: tali sono la  materia e la forma. La sostanza divina pertanto causa l'universo, ma vi resta anche dentro negli aspetti di materia e forma.
L'«efficiente fisico universale» (ciò che nel mondo dà luogo al divenire delle cose) è l'intelletto divino, «che empie il tutto, illumina l'universo e indirizza la natura a produre le sue specie come si conviene». L'intelletto possiede la facoltà di produrre tutte queste cose perché le possiede secondo la ragione della forma, nel senso che «impregna la materia di tutte le forme». L'intelletto universale ha anch'esso una sua forma: la forma universale dell'intelletto è l'anima del mondo.
Il dialogo prosegue serrato, con Dicsono che non riesce ad comprendere come il medesimo soggetto possa essere sia principio sia causa. Teofilo risponde che l'anima del mondo è come il timoniere, il quale in quanto viene mosso dalla nave è «parte di quella»; in quanto la comanda, è invece «distinto efficiente». Dicsono obietta che potrebbe anche essere così, ma non per questo è necessario supporre che l'anima sia da ritenere presente in ogni parte dell'universo, tant'è che esistono cose che sembrano non aver vita, non essere animate. Teofilo invita a non equivocare sul termine "animato": tutte le cose condividono quest'anima, questo «spirto», ma non tutte sono "animate" secondo il senso corrente. Ciò può essere dedotto dal fatto che ogni pur piccola cosa nell'universo, «se trova il soggetto disposto», può diventare "animata", come ad esempio una pianta che cresce. Sono soltanto le forme esteriori a mutare, organizzandosi le parti della materia ora in una, ora in un'altra forma: ciò che anima ogni cosa deve allora persistere, «è impossibile che se annulle», solo così possiamo comprendere la «vicissitudine» universale:
(Teofilo: dialogo II)
Questa forma universale, l'anima del mondo, fa assumere alla materia forme diverse traendole da sé stessa e non «mendicando da fuor di quella», ci tiene a precisare Teofilo, polemizzando così con la concezione delle idee di Platone. Il dialogo termina con una serie di battute fra Dicsono e Polihimnio: Teofilo paragona l'anima del mondo alla propria voce, che può essere udita da tutti i presenti anche se alcuni non la intendono, come Polihimnio, che come recita il proverbio, da un orecchio la fa entrare e dall'altro uscire.

### Dialogo terzo
Il dialogo comincia con uno scambio di motteggi fra Gervasio e Polihimnio che discorrono, o credono di discorrere di filosofia. I due vengono interrotti bruscamente da Dicsono e Teofilo che riprendono gli argomenti del precedente dialogo.
Teofilo spiega che forma e materia possono essere intesi la prima come potenzialità di fare (potenza attiva), la seconda potenzialità di esser fatto (potenza passiva). La materia che noi possiamo osservare nell'universo ha sempre forme particolari, sotto questo o quell'aspetto (la «forma accidentale esteriore» delle parti), mentre la totalità della materia non ne ha nessuna in particolare. La materia è quindi il «ricetto delle forme», mentre l'anima del mondo è la «fonte delle forme»: l'intelletto è il «datore delle forme», ricava cioè le forme dall'anima del mondo e plasma la materia nelle forme particolari, ma tali forme naturali «non hanno l'essere senza la materia».
Il rapporto fra l'atto e la potenza dipende dal soggetto che prendiamo in considerazione. Dio è tutto quel che può essere in modo «unito e uno», cioè «complicato», quindi atto e potenza sono la stessa cosa in Dio. Anche l'universo è tutto quel può essere, ma in modo «esplicato, disperso», pertanto in esso atto e potenza non coincidono. Infine, l'uomo, come anche altre parti nell'universo, non sono tutto quel che possono essere: la potenza non è uguale all'atto e sia l'atto che la potenza sono limitati. Tali parti, proprio per la loro incompletezza, «si forzano a quello che possono essere», e questo spiega la corruzione delle cose, la morte dei viventi, l'avvicendarsi delle forme particolari.

### Dialogo quarto

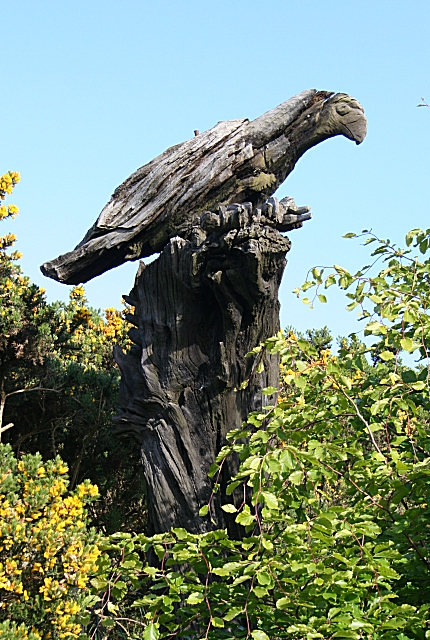
Scultura in legno ricavata sul tronco stesso di un albero («Il principal essere del legno e raggione di sua attualità non consiste ne l'essere letto, ma ne l'essere di tal sustanza e consistenza che può esser letto, scanno, trabe, idolo e ogni cosa di legno formata. Lascio che secondo piú alta raggione della materia naturale si fanno tutte cose naturali»)

Anche questo dialogo comincia con Gervasio e Polihimnio che conversano: l'argomento è la materia. Il pedante Polihimnio con numerose citazioni dalla Genesi, da Aristotele e altri, ricorda che questa, la materia, è per analogia simile al sesso femminile, in senso spregiativo, e qui menziona alcuni episodi storici, guerre e delitti, riconducibili alla colpa di una donna. Intervengono Dicsono e Teofilo che riprendono l'argomento materia in relazione a quello della forma.
La materia, spiega Teofilo, intesa come totalità della materia presente in tutto l'universo e quindi in tutte le sue parti (che egli chiama «materia universale»), non ha forma alcuna, né potrebbe averne visto che le possiede tutte (è «incorporea»), nel senso che tale materia si presenta ai nostri sensi sempre in forme particolari. Non possiede nemmeno dimensioni, ma «riceve le dimensioni secondo la raggione de la forma che riceve». Ora queste forme la materie le riceve dal di dentro, perché già sono in potenza contenute nella materia stessa. Una tal intuizione, continua Teofilo, è in parte anche quella dei Peripatetici, di Averroè e di Plotino, ma non di Platone con le sue «fantastiche idee». Aristotele però, quando si tratta di specificare «dove abbia la sua perpetua permanenza la forma naturale, la quale va fluttuando nel dorso de la materia», non giunge a nessuna conclusione, risolvendosi in una «assurdità» quale la distinzione fra "materia in potenza" e "materia in atto". Ecco perché la materia così vista sarebbe per costoro quasi un niente («prope nihil»), senza né virtù né perfezione.
La materia, come esposto nel precedente dialogo, «manda dal suo seno le forme, e per consequenza le ha in sé», e sono le forme a essere in continuo movimento, a essere imperfette perché destinate a mutare, corrompersi, dissolversi. La materia è invece eterna, animata dal di dentro, e in questo senso viva.

### Dialogo quinto
L'ultimo dialogo comincia con un lungo monologo di Teofilo sull'universo, universo che essendo tutto quel che può essere è uno, e in quanto tale infinito, immobile e interminabile; incorruttibile perché non c'è null'altro in cui possa mutare; non misurabile perché senza forma; «ottimo immenso». Tutte le cose che invece si trovano nell'universo sono soggette a mutazione, e non perché esse cerchino di essere altro, ma perché cercano «altro modo di essere».
Questo esplicarsi dell'Uno nella molteplicità lo si può immaginare avvenire secondo una «scala» lungo la quale l'Uno discende verso la produzione delle cose per opera dell'intelletto divino. Se così è, allora egualmente si potrà ascendere dalla molteplicità all'unita. E non deve trarci in inganno, prosegue Teofilo, il fatto di constatare che in natura sembrano esservi cose contrarie l'una all'altra: «anche gli contrarii [concorrono] in uno». Qui Bruno porta alcun esempi per spiegare il concetto. In geometria, se consideriamo un arco di circonferenza e la corda sottesa, questi tendono a confondersi al tendere del raggio a zero; così come un «circolo infinito» non è che una «linea retta», e «che cosa è piú contrario al retto che il curvo?». Similmente: «Dal termine del massimo calore non si prende il principio del moto verso il freddo?».

## Contenuti

### La polemica antipedantesca

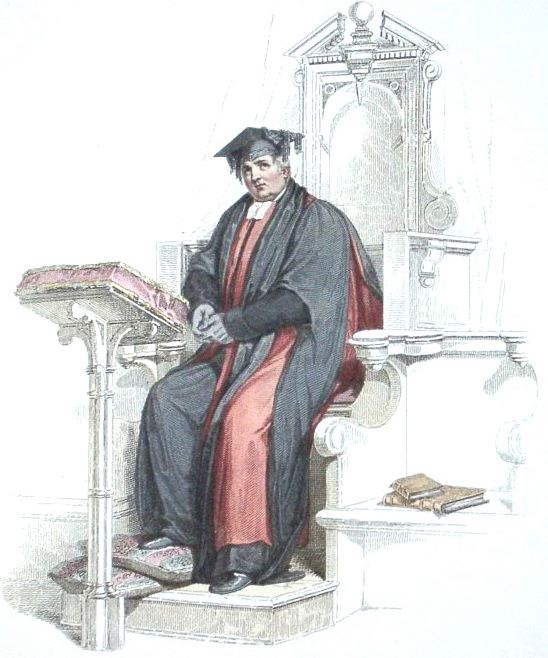
Dottore in Teologia dell'Università di Oxford, acquerello del 1814

Come fa notare lo storico della filosofia Michele Ciliberto, il tema della crisi del sapere umanistico, crisi riflessa nella decadenza della scienza e della filosofia dell'epoca, è già ben presente nelle prime opere di Bruno, e non può essere ritenuto secondario, altrimenti non si comprende a fondo come il filosofo, da argomenti di natura cosmologica, sia poi passato alla stesura di opere come lo Spaccio de la bestia trionfante e la Cabala del cavallo pegaseo, che affrontano in modo sentito e radicale problematiche di carattere morale. Per Bruno umanesimo e pedantismo si identificano, e questi pedanti, «asini diademati», situati ormai in tutti i punti chiave della diffusione del sapere universale, sono coloro coi quali egli deve fare i conti nel presentare la propria visione del mondo. Con queste parole Giordano Bruno introduce Polihimnio, protagonista degli ultimi quattro dialoghi di quest'opera:
(Filoteo: dialogo I)
Sono parole sprezzanti, che ridicolizzano e offendono la figura tipica dell'accademico pedante. La pubblicazione de La cena de le ceneri aveva provocato un trambusto notevole a Londra, e Bruno fu costretto a rifugiarsi presso la dimora dell'ambasciatore senza uscire di casa per giorni. Ciò lo convinse poi ad aggiungere al De la causa un dialogo apologetico, che però smorza solo parzialmente i toni della polemica.
Il pedantismo resta lo scoglio maggiore che Bruno deve superare, egli non può fare a meno di affrontarlo, e pur non concordando con i pensatori precedenti («quantunque barbari di lingua e cucullati di professione»), egli scrive comunque di preferire quelli a questi. Bruno si riferisce alla vecchia classe accademica della prestigiosa Università di Oxford, per esempio a pensatori come Duns Scoto e ai suoi seguaci, gli scotisti, dei quali, proprio qui nel De la causa, egli rigetta la teoria delle forme della materia.

### L'Anima del Mondo
Rifacendosi alla classificazione aristotelica delle quattro cause in "causa materiale" (ciò di cui una cosa è fatta); "causa formale" (il motivo per cui una cosa è quella e non altra); "causa efficiente" (il soggetto che origina la cosa); "causa finale" (il modo e il fine tramite il quale e verso il quale la cosa cambia e tende), Bruno definisce "principio" le prime due cause (che chiama materia e forma) perché concorrono alla realizzazione della cosa e in essa vi restano; e "causa" le seconde due (efficiente e fine) che agiscono esteriormente alla cosa. Il filosofo prosegue distinguendo l'insieme di tutte le cose, ossia l'universo, e le singole cose che nell'universo esistono.
Con riferimento all'universo, si parlerà allora di "primo principio" (o anche principio universale), e quindi di "prima materia" e "prima forma"; e poi di "prima causa" (o anche causa universale), cioè "primo efficiente" e "primo fine". Egli identifica la prima forma con l'Anima del Mondo, e il primo efficiente con l'intelletto universale, riconducendosi pertanto a Platone, col suo «fabro del mondo»; ai pitagorici, col «motore dell'universo»; a Empedocle, col «distintore»; a Plotino, col «padre genitore». L'intelletto universale è la prima facoltà dell'anima del mondo, la sua forma universale.
(Teofilo, dialogo II)
A differenza di Aristotele, dunque Bruno considera l'Anima del Mondo parte intrinseca del mondo stesso «in quanto anima et informa», cioè dà vita e forma al mondo, e ogni pur minima cosa nel mondo condivide quest'anima, avvicinandosi piuttosto al pensiero di Anassagora, «che voleva ogni cosa essere in ogni cosa»; a quello di Avicebron per il quale la materia è «Dio che è in tutte le cose».; all'ipotesi di David de Dinant, filosofo del XII secolo, che considerava la materia «cosa eccellentissima e divina».
La nozione di "Anima del Mondo" risale a Platone e alla patristica greca, diffondendosi poi nei primi secoli del secondo millennio. La posizione di Giordano Bruno è distante sia da Plotino, che considerava l'anima del mondo una ipostasi dell'Uno, sia dal neoplatonismo rinascimentale, che cercò di assimilare l'anima del mondo allo Spirito Santo.

### Il divino
Bruno però, pur non occupandosi dell'aspetto teologico del divino, non tralascia di far notare che l'intelletto è quello che dai «nostri teologi è chiamato Dio», e identifica Dio col primo principio e la prima causa: in quanto primo principio allora Dio non solo causa l'universo, ma vi "rimane dentro". L'universo è in Dio e Dio è in ogni cosa dell'universo. È l'essere, «originale ed universale sustanza medesima del tutto, la quale si chiama lo ente, fondamento di tutte specie e forme diverse», origine ma anche sostanza di tutte le cose.
E conclude Bruno, riprendendo un discorso già iniziato nella Cena, che è proprio il campo di indagine quello che distingue il teologo dal filosofo, il quale cerca Dio non fuori ma dentro le cose, nell'universo, nella natura, in noi stessi. È questo uno dei punti centrali del pensiero di Bruno: la ricerca della Verità è quella del filosofo che si dedica allo studio e alla contemplazione della natura, cercando di comprendere quell'unità che si cela nella molteplicità.

### Forma e materia
In contrasto con la dottrina aristotelica, Bruno non distingue la "materia in potenza" (la materia che potenzialmente può mutare e trasformarsi in altro) dalla "materia in atto" (la materia realizzata nella cosa). La materia, intesa come sostanza, resta la stessa, a cambiare sono le forme esteriori «perché non sono cose, ma de le cose». E non solo: come prima già aveva concluso, le forme mutano per cause endogene, perché la materia è animata dal di dentro, dall'intelletto universale, causa estrinseca e intrinseca al contempo.
La materia non è allora in sé stessa indifferenziata, un "nulla", come hanno sostenuto molti filosofi, una bruta potenza, senza atto e senza perfezione, come direbbe Aristotele: questi considera l'atto la manifestazione esplicita della forma, non la forma implicita, errando, per Bruno, perché «l'essere espresso, sensibile ed esplicato, non è la principal raggion de l'attualità, ma è la cosa consequente et effetto di quella»: così come la ragione della sostanza della materia, per esempio il legno, non sta nell'essere un letto, ma nell'essere una sostanza e nell'avere una realtà tale da poter essere qualunque cosa formata di legno.
La materia è dunque per Giordano Bruno qualcosa di vivo, anzi si identifica con la vita stessa. Essa, nel suo aspetto di materia universale è incorporea, contiene potenzialmente in sé tutte le forme e dimensioni, il che è come dire che non ne ha nessuna; nel suo aspetto di materia delle cose particolari, essa è invece corporea, possiede cioè, di volta in volta e di luogo in luogo, forme e dimensioni. Detto in altri termini, la materia universale non è che energia, energia infinita e dotata di intelletto, in grado di trasformarsi continuamente, attualizzarsi in quegli innumerevoli aggregati di materia che costituiscono l'universo nel suo incessante divenire.
Forma e materia, principio formale e principio materiale, benché distinti non possono essere ritenuti separati, perché «il tutto, secondo la sostanza, è uno». In Dio intelletto e materia sono la medesima cosa, potenza e atto aspetti di una medesima potenza.
Così non è però nelle cose del mondo, che sono sì ciò che possono essere, ma non tutto ciò potrebbero essere. Ed è proprio questa incompletezza dei singoli aggregati di materia a dar luogo alla «vicissitudine» universale, incompletezza che non è che inclinazione del singolo verso l'essere, del finito verso l'infinito, e si identifica pertanto con la causa finale. L'universo, «il grande simulacro, la grande imagine e l'unigenita natura», è infatti anch'esso come Dio tutto quel che può essere, ma in modo "esplicato", cioè disperso nello spazio e nel tempo. Il filosofo riprenderà  e svilupperà a fondo questo argomento nel successivo De l'infinito, universo e mondi.